# Jurvielle
Jurvielle település Franciaországban, Haute-Garonne megyében. Lakosainak száma 20 fő (2022. január 1.). Jurvielle Bourg-d’Oueil, Cazaux-Fréchet-Anéran-Camors, Mont, Portet-de-Luchon és Poubeau községekkel határos.

## Népesség
A település népességének változása:
| Lakosok száma | 49   | 19   | 18   | 19   | 21   | 21   | 20   | 18   | 17   | 20   |
|               | 1968 | 1982 | 1990 | 2006 | 2013 | 2015 | 2017 | 2019 | 2020 | 2022 |